# Ден, Адольф
Адольф Ден (англ. Adolf Dehn, полное имя Adolf Arthur Dehn; 1895—1968) — американский художник и литограф.
Начав создавать произведения искусства в возрасте шести лет, в течение жизни создал большое количество работ. В 1961 году был принят в Национальную академию дизайна.

## Биография
Родился 22 ноября 1895 года в Уотервилле, штат Миннесота.

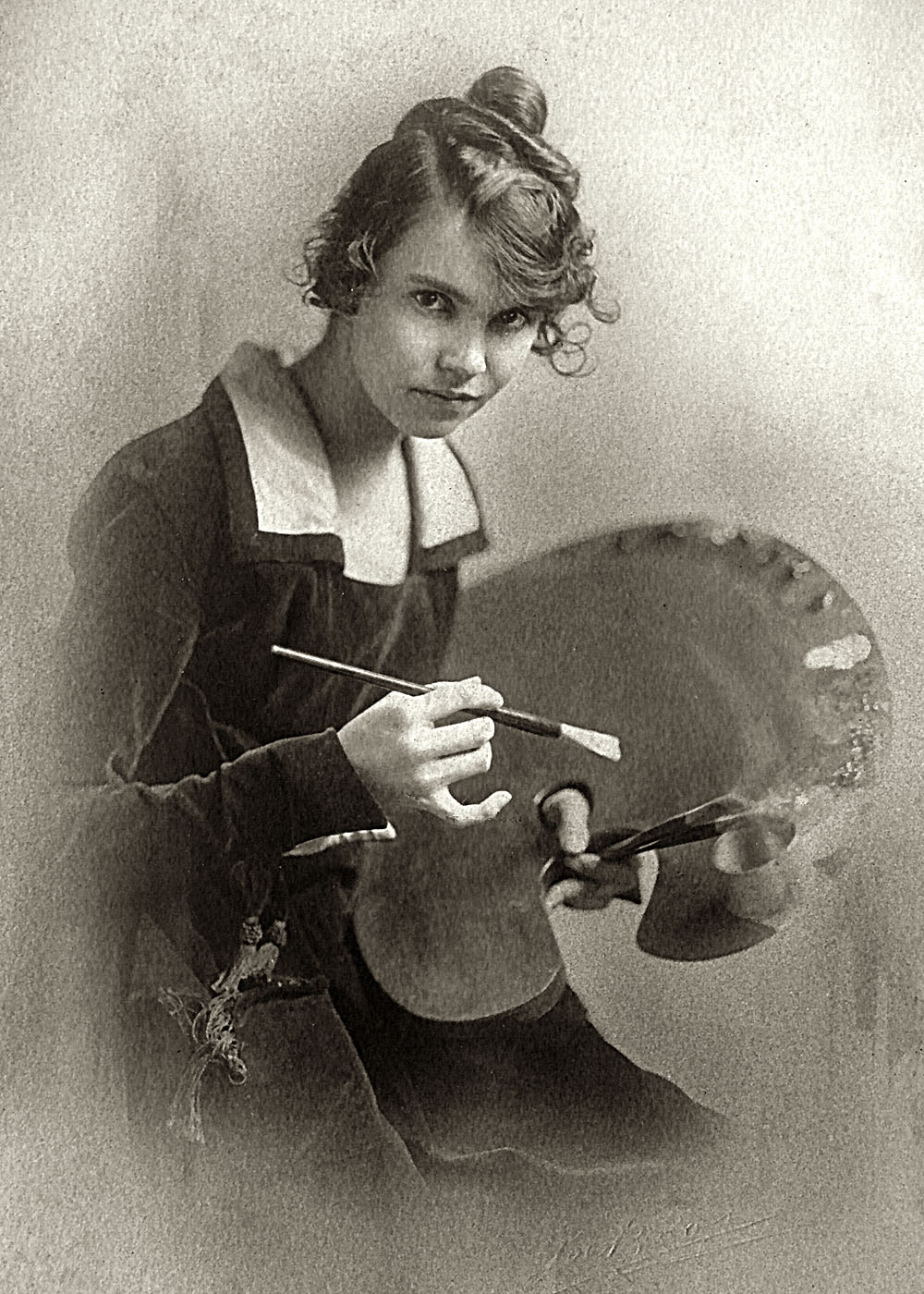
Ванда Гэг, 1916 год

После окончания школы Waterville High School, продолжил образование в Minneapolis School of Art (ныне Миннеаполисский колледж искусств и дизайна), где познакомился с Вандой Гэг, с которой подружился. Адольф и Ванда стали двумя из дюжины студентов в стране, которые получили стипендию для учёбы в Лиге студентов-художников в Нью-Йорке. После окончания учёбы Адольфа Дена призвали на службу в армию на Первую мировую войну, но он стал сознательным отказчиком и был заключен в тюрьму на два года за отказ. Освободившись в 1919 году, вернулся в Нью-Йорк, где развил свои навыки литографии и продолжил роман с Вандой Гэг. Был политически активным молодым человеком, передавал свои рисунки и литографии в социалистический журнал The Liberator.
Затем Ден отправился в Европу, был в Вене и Париже. Познакомился с группой интеллектуалов и художников, включая Эдварда Каммингса, создавал карикатуры, печатался в журналах, в частности в Vanity Fair, выставлялся в нью-йоркской галерее Weyhe Gallery. Его любимым средством выражения была литография. Именно в Париже Ден встретил свою первую жену Муру Зиперович, танцовщицу, покинувшую Советскую Россию. В 1929 году Адольф Ден вернулся в Нью-Йорк со своей женой. Поскольку Великая депрессия завладела страной, они стали бедны, и финансовые трудности способствовали их разводу. В 1930-х годах работы художника появлялись в таких журналах, как New Yorker и Vogue. Преодолев трудности, Ден получил в 1939 году стипендию имени Гуггенхайма, что позволило ему отправиться в путешествие западную часть Соединенных Штатов и в Мексику. После Второй мировой войны он обратился к акварели, совершил несколько поездок в Миннесоту — его сцены ферм и сельхозугодий, а также пейзажи были хорошо приняты публикой и критиками.

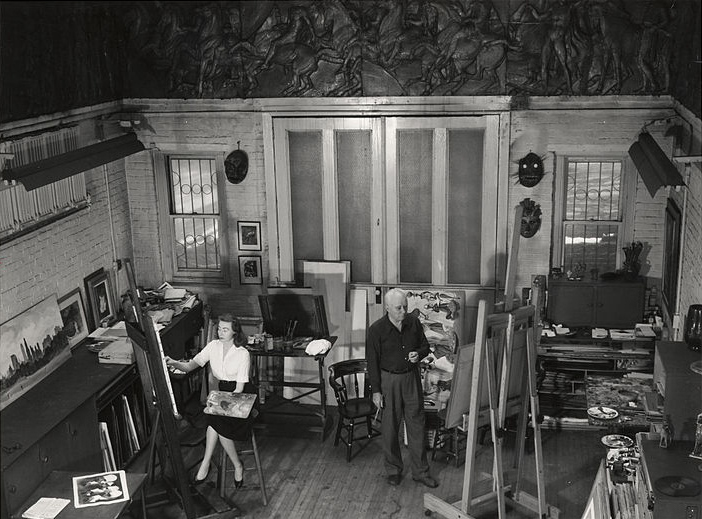
Адольф и Вирджиния Ден в своей студии

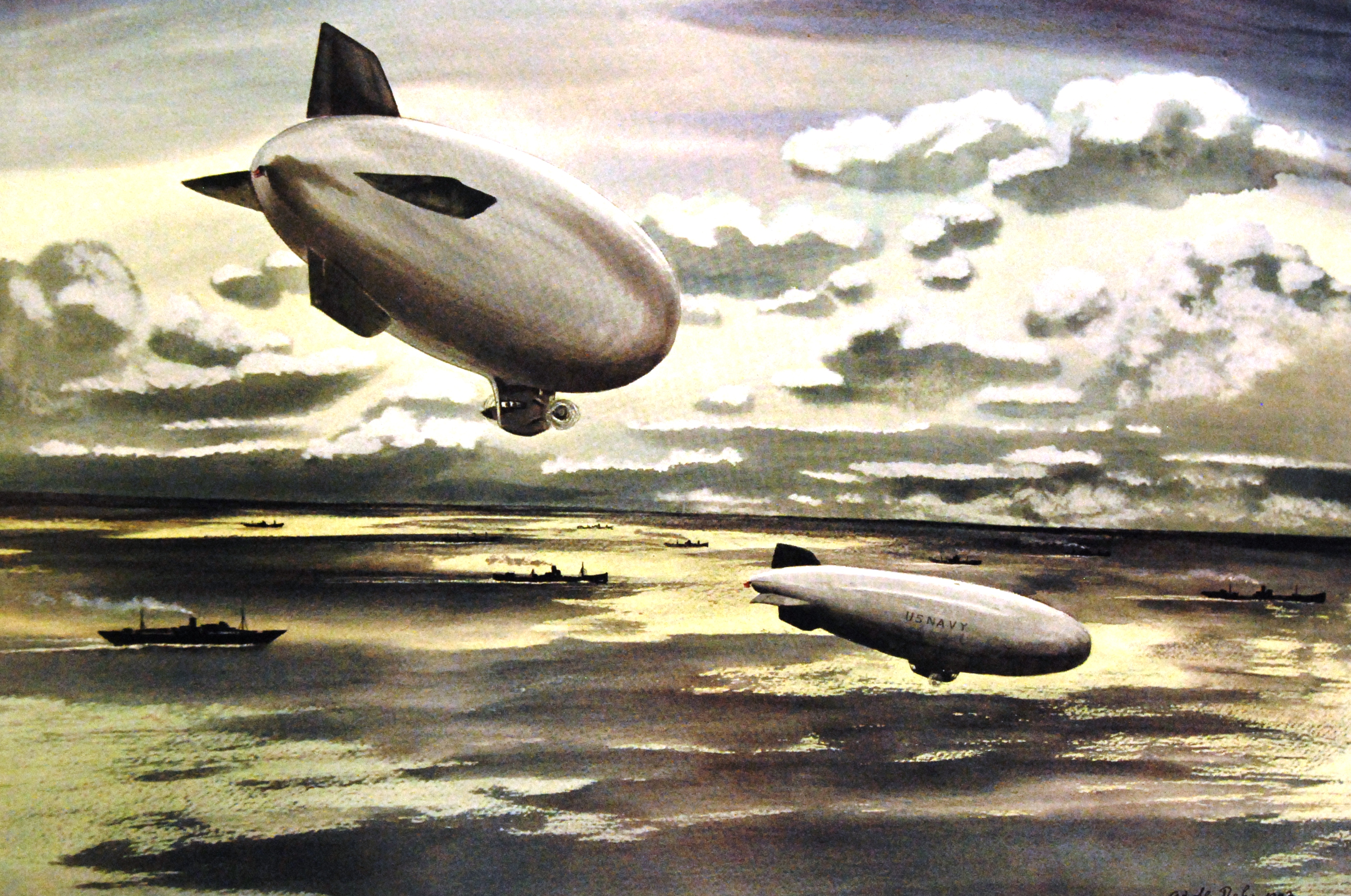
Работа Адольфа Дена «The Convoy Brook»

Адольф Ден участвовал и помогал в развитии Американской группы художников (American Artists Group Архивная копия от 30 сентября 2019 на Wayback Machine), и именно в галерее этой группы он встретил свою вторую жену — Вирджинию Энглман — они работали бок о бок как художники до конца своей жизни. В 1940-х годах Ден начал хорошо продавать свои литографии и обучать других американских художников этой технике. Поскольку художник стал широко признанным и финансово успешным, он смог много путешествовать. Помимо посещения юго-западного региона США, он побывал на Кубе, в Венесуэле, Гаити, Афганистане и других регионах мира. Широкий спектр его гравюр, рисунков и картин отражал его путешествия.
Умер 19 мая 1968 года в Нью-Йорке.
У Миннесотского исторического общества (Minnesota Historical Society) есть большая коллекция работ Адольфа Дена, включая 665 литографий. Его произведения представлены в коллекциях более пятидесяти крупнейших художественных музеев США и Европы, в частности в Метрополитен-музее, Музее современного искусства в Нью-Йорке, Музее изящных искусств в Бостоне, Чикагском художественном институте, Музее американского искусства Уитни, Британском музее, Галерее Альбертина и других.